# Ahmed Hussein (giocatore di calcio a 5)
Ahmed Ali Osman Hussein (1º febbraio 1984) è un giocatore di calcio a 5 egiziano.

## Carriera
Come massimo riconoscimento in carriera vanta la partecipazione, con la nazionale egiziana, a due campionati mondiali. Nel 2008 la selezione nordafricana si è fermata al primo turno mentre nel 2012 è avanzata fino agli ottavi di finale dove è stata eliminata dall'Italia.